# Mont Ulysses
El mont Ulysses (en anglès Mount Ulysses) és una muntanya de les Muskwa Ranges, una secció de les Rocoses Canadenques, que es troba a l'estat de la Colúmbia Britànica, al Canadà. Ell i els cims veïns formen part d'un grup de cims que tenen els noms inspirats en el poema èpic L'Odissea.
El cim s'eleva fins als 3.024 msnm i té una prominència de 2.289 metres. Es troba al nord de la capçalera del riu Akie i al sud del llac Sikanni Chief. La primera ascensió va tenir lloc el 1961 per Scott Arighi, Arthur Maki i Robert West.